# Shirley Williams
Shirley Vivian Teresa Brittain Williams, Baronesa Williams de Crosby, CH, PC (de soltera Catlin; 27 de julio de 1930 - 12 de abril de 2021) fue una política y académica británica. Originalmente diputada del Partido Laborista, formó parte del gabinete laborista de 1974 a 1979. Formó parte de la "Banda de los Cuatro" que fundó el Partido Socialdemócrata (SDP) en 1981 y, al retirarse de la política, era demócrata liberal.
Williams fue elegida para la Cámara de los Comunes por Hitchin en las elecciones generales de 1964. Ocupó el cargo de ministra de Educación y Ciencia entre 1967 y 1969, y luego fue ministra de Estado del Interior de 1969 a 1970. De 1971 a 1973, desempeñó la función de ministra del Interior en la sombra. En 1974, asumió el cargo de secretaria de Estado de Precios y Protección del Consumidor en el gobierno de Harold Wilson. Tras la sucesión de Wilson por James Callaghan, fue secretaria de Estado de Educación y Ciencia y directora general de Hacienda entre 1976 y 1979. Perdió su escaño en las elecciones generales de 1979, que favorecieron al Partido Conservador.
En 1981, preocupada por el giro hacia la izquierda del Partido Laborista bajo el liderazgo de Michael Foot, se unió a la "Banda de los Cuatro", un grupo de figuras centristas del partido que fundaron el SDP. Williams ganó las elecciones parciales de Crosby en 1981, convirtiéndose en la primera diputada del SDP en el Parlamento, pero perdió su escaño en las elecciones generales de 1983. Fue presidenta del SDP desde 1982 hasta 1987 y apoyó la fusión del SDP con el Partido Liberal, lo que dio lugar a los Demócratas Liberales.
Entre 2001 y 2004, fue líder de los Demócratas Liberales en la Cámara de los Lores y, de 2007 a 2010, se desempeñó como asesora del primer ministro Gordon Brown en temas de proliferación nuclear. Siguió siendo un miembro activo de la Cámara de los Lores hasta que anunció su retiro en enero de 2016. Al momento de su fallecimiento a los 90 años, era profesora emérita de Política Electoral en la Escuela Harvard Kennedy, habiendo sido una de las últimas supervivientes de los gobiernos laboristas de la década de 1970.

## Primeros años y educación
Williams nació en 19 Glebe Place, Chelsea, Londres. Era hija del filósofo y politólogo Sir George Catlin y de la escritora pacifista Vera Brittain. Su abuela materna, madre de Brittain, era originaria de Aberystwyth, Gales. Estudió en varias instituciones educativas, incluyendo la Mrs Spencer's School en Brechin Place (South Kensington), la Christchurch Elementary School en Chelsea, la Talbot Heath School en Bournemouth y la St Paul's Girls' School en Londres. Durante la Segunda Guerra Mundial, entre 1940 y 1943, fue evacuada a St. Paul, Minnesota (Estados Unidos), donde asistió a la Summit School, una institución femenina.
Mientras estudiaba con una beca por mérito en Somerville College, Oxford, Williams participó en la Sociedad Dramática de la Universidad de Oxford (OUDS), y realizó una gira por Estados Unidos interpretando a Cordelia en una puesta en escena de El Rey Lear de Shakespeare, dirigida por un joven Tony Richardson. En 1950, asumió la presidencia del Club Laborista de la Universidad de Oxford, y aunque se pensó que fue la primera mujer en ocupar ese cargo, se ha comprobado que Betty Tate ya presidió una sesión en 1934. Tras obtener su título en Filosofía, Política y Economía, Williams fue becaria Fulbright y estudió el sindicalismo en Estados Unidos en la Universidad de Columbia, en Nueva York. Su maestría fue reconocida por Oxford en 1954.
Al volver al Reino Unido, inició su trayectoria profesional como periodista, primero en el Daily Mirror y luego en el Financial Times. En 1960, asumió el cargo de Secretaria General de la Sociedad Fabiana, función que desempeñó hasta 1964.

## Carrera parlamentaria
Después de varios intentos fallidos en elecciones —incluidas las parciales de 1954 y las generales de 1955 y 1959, donde se postuló por Harwich y Southampton Test respectivamente— Williams fue finalmente elegida como diputada laborista por Hitchin, en Hertfordshire, en los comicios generales de 1964. Mantuvo su escaño, que pasó a llamarse Hertford y Stevenage tras la redistribución de distritos en 1974, hasta 1979.Durante su gestión como Ministra de Educación y Ciencia, de agosto de 1967 a octubre de 1969, impulsó el primer Año de la Mujer en la Ingeniería, celebrado en 1969.
Su compañero David Owen recordaba: “En los actos locales del Partido Laborista, era común verla interactuar con personas comunes del partido en lugar de buscar la atención de dirigentes o concejales. Se sentaba junto a alguien con quien no tenía razones políticas para conversar, y bastaban unos segundos para que su rostro se iluminara. Siempre lo hacía con naturalidad, sin dobles intenciones. Disfrutaba genuinamente de la compañía de los demás y de sentirse apreciada”.
Entre 1971 y 1973, ocupó el cargo de ministra del Interior en el gabinete en la sombra. Luego, en 1974, fue nombrada secretaria de Estado de Precios y Protección del Consumidor bajo el gobierno de Harold Wilson. Tras la renuncia de Wilson en 1976 y la asunción de James Callaghan como primer ministro, Williams pasó a dirigir el Ministerio de Educación y también fue designada directora general de Hacienda, ejerciendo ambas funciones al mismo tiempo. Ese mismo año, intentó convertirse en vicepresidenta del Partido Laborista, pero fue derrotada por Michael Foot.

### Escuelas integrales
Durante su mandato como secretaria de Educación entre 1976 y 1979, Williams continuó la política iniciada por Anthony Crosland en 1965, que buscaba implementar el sistema de escuelas integrales en lugar de mantener las escuelas secundarias tradicionales. En 1972, cuando su hija Rebecca estaba por llegar a la edad escolar, Williams se mudó a una zona cercana a la Godolphin and Latymer School, una escuela voluntaria subvencionada, lo que permitió a su hija ser aceptada allí. Sin embargo, cuando Godolphin and Latymer decidió volverse independiente en 1977, Rebecca optó por dejar la escuela y, en su lugar, se matriculó en Camden School for Girls, que había elegido adoptar un enfoque integral.

### Europeísmo
Williams, una firme defensora de la integración europea, fue una de los 68 parlamentarios laboristas que desafiaron la disciplina de voto en la Cámara de los Comunes el 28 de octubre de 1971, en la votación sobre la adhesión a las Comunidades Europeas. Cuatro años después, lideró la campaña Gran Bretaña en Europa durante el referéndum de 1975 sobre la permanencia en las Comunidades Europeas.El creciente sentimiento antieuropeo dentro del Partido Laborista durante los años de Michael Foot fue uno de los motivos que la llevaron a abandonar la formación en 1981.
En su discurso de despedida ante la Cámara de los Lores en 2016, previo al segundo referéndum de ese año, Williams calificó la pertenencia del Reino Unido a la Unión Europea (UE) como «la cuestión política más crucial que este país debe resolver» y señaló que esa era la razón de su retiro. Al finalizar, instó a sus colegas a «reflexionar profundamente antes de permitir que el Reino Unido se retire de... su principal responsabilidad mundial, la cual asumirá y cumplirá a través de la Unión Europea».

### Asuntos sociales
Williams, devota católica romana, se mostró en contra de la legalización del aborto durante mucho tiempo. Fue una de las dos diputadas que votaron en contra de la Ley del Aborto de 1967, que legalizó el aborto en el Reino Unido. Sin embargo, según informó Lord Harries de Pentregarth, Williams «se negó a unirse a la Sociedad para la Protección de los Niños No Nacidos (SPUC) y, en general, adoptó una postura discreta respecto al tema del aborto».
El 21 de junio de 2007, Williams participó en el programa de televisión Question Time, donde expresó su rotunda oposición a la condecoración otorgada a Salman Rushdie.

## Partido Socialdemócrata
Williams perdió su escaño, que pasó a llamarse Hertford y Stevenage, en las elecciones generales de 1979, cuando el Partido Laborista sufrió una derrota. Su pérdida se produjo dos años después de su arresto en los piquetes de Grunwick, lo que había generado una gran controversia en la prensa.Poco después, durante una entrevista con Robin Day para el programa de la BBC Decision 79 sobre los resultados electorales, tanto Norman St John-Stevas (portavoz de Educación del Partido Conservador, con quien había tenido varios enfrentamientos) como Merlyn Rees, el ministro del Interior saliente, le rindieron homenaje.
Después de las elecciones, Williams presentó el programa de televisión de la BBC1 Shirley Williams in Conversation, en el que entrevistó a diversas figuras políticas, como el excanciller de Alemania Occidental Willy Brandt, el ex primer ministro conservador Edward Heath y su colega recientemente destituido James Callaghan. Más adelante, participó en varios programas de debate en radio y televisión en el Reino Unido, destacándose especialmente en "Question Time" de la BBC, donde sus 58 apariciones le otorgaron el reconocimiento como la "Panelista más frecuente".Durante este tiempo, también fue parte de la Ejecutivo Nacional del Partido Laborista y presidió la Sociedad Fabiana de 1980 a 1981.
En 1981, desilusionada por la creciente influencia de los miembros más izquierdistas dentro del Partido Laborista, Williams abandonó su afiliación y, junto con sus compañeros Roy Jenkins, David Owen y Bill Rodgers, fundó el Partido Socialdemócrata (SDP). A ellos se unieron 28 diputados laboristas y un conservador. Ese mismo año, tras la muerte del diputado conservador Sir Graham Page, Williams ganó las elecciones parciales de Crosby, convirtiéndose en la primera diputada del SDP en ser elegida al Parlamento. No obstante, dos años más tarde, tras asumir la presidencia del SDP, perdió su escaño en las elecciones generales de 1983. En las elecciones de 1987, Williams se postuló por el SDP en Cambridge, pero fue derrotada por el candidato conservador Robert Rhodes James. Más adelante, apoyó la fusión del SDP con el Partido Liberal, lo que dio lugar a la creación de los Demócratas Liberales.

## Universidad Harvard

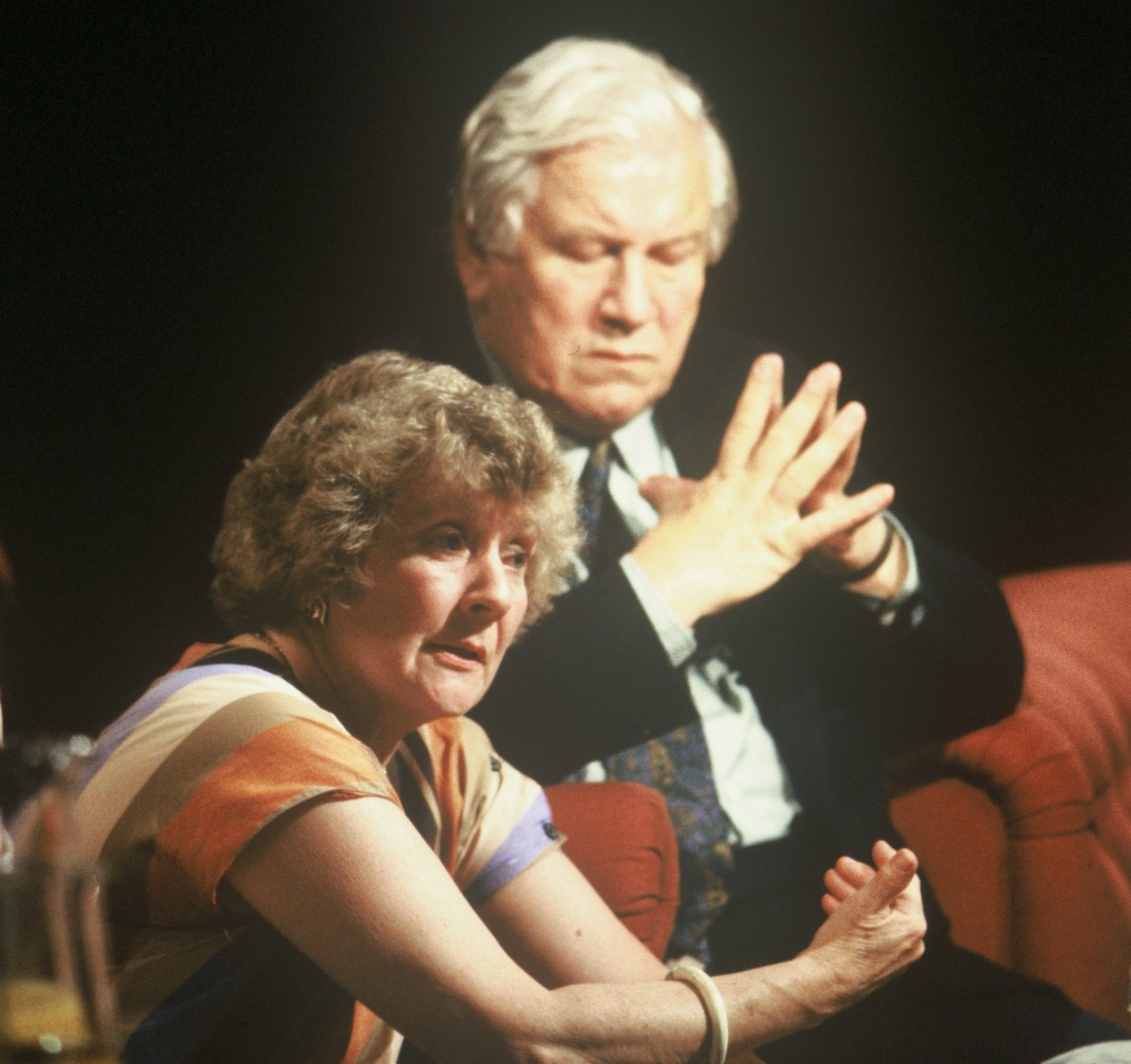
Williams junto a Peter Ustinov durante un episodio del programa de debate televisivo nocturno After Dark, 1989.

En 1988, Williams se mudó a Estados Unidos para enseñar en la Escuela Harvard Kennedy, donde permaneció hasta 2001, y luego ocupó el cargo de Profesora Emérita de Política Electoral en el Servicio Público. Sin embargo, continuó activa en la política y el servicio público tanto en Gran Bretaña como en Estados Unidos y a nivel internacional. Durante estos años, colaboró en la redacción de constituciones en países como Rusia, Ucrania y Sudáfrica.Además, dirigió el Proyecto Libertad de Harvard, una iniciativa destinada a apoyar a las democracias emergentes de Europa Central y Oriental, y fue miembro de la junta directiva, así como directora interina del Instituto de Política de Harvard (IOP). Tras su nombramiento a la Cámara de los Lores en 1993, regresó al Reino Unido.

## Par vitalicio
El 1 de febrero de 1993, Williams fue nombrada par vitalicio como Baronesa Williams de Crosby, de Stevenage, en el condado de Hertfordshire. Más tarde, desempeñó el cargo de líder de los Demócratas Liberales en la Cámara de los Lores entre 2001 y 2004.
Entre otras posiciones en organizaciones sin fines de lucro, Williams fue miembro del Consejo de Relaciones Exteriores, del Comité de Sabios sobre Política Social de la UE, del Fondo del Siglo XX, la Fundación Ditchley, el Instituto de Investigación de Políticas Públicas y la Iniciativa sobre la Amenaza Nuclear. Además, presidió el Real Instituto de Asuntos Internacionales, fue comisionada en la Comisión Internacional sobre No Proliferación Nuclear y Desarme, y lideró la Asociación Liberal de la Universidad de Cambridge. También participó en las conferencias Bilderberg de 2013 y 2010, realizadas en Watford, Hertfordshire (Inglaterra) y Sitges (España), respectivamente.
En junio de 2007, tras la salida de Tony Blair y la llegada de Gordon Brown como Primer Ministro, Williams aceptó un puesto oficial en el Gobierno como Asesora sobre Proliferación Nuclear, con la condición de mantener su independencia como asesora y continuar su afiliación a los Demócratas Liberales. Su dedicación a la educación se mantuvo vigente, y presidió el jurado de los Premios Británicos de Enseñanza. Además, fue miembro del Grupo de Alto Nivel de Parlamentarios del Reino Unido para el Desarme Nuclear Multilateral y la No Proliferación, establecido en octubre de 2009.
Williams inicialmente se opuso al Proyecto de Ley de Salud y Asistencia Social de la coalición Cameron-Clegg en 2011, considerándolo una forma de "privatización encubierta". El gobierno introdujo algunas modificaciones en el Proyecto de Ley, que Williams calificó como "concesiones importantes", aunque la comentarista Polly Toynbee del The Guardian las descartó como "menores". Durante la conferencia de marzo de 2012, Williams instó a los Demócratas Liberales a respaldar el Proyecto de Ley enmendado, afirmando que "no lo habría apoyado si pensara siquiera por un momento que dañaría al NHS".
Williams expresó su oposición al matrimonio igualitario en la Cámara de los Lores, señalando que "igualdad no es lo mismo que uniformidad" y que el error principal del proyecto de ley radicaba en eso. Sostuvo que mujeres y hombres "se complementan" y argumentó que el matrimonio entre personas del mismo sexo no debería llamarse matrimonio, sino tener un "nombre diferente", basándose en su convicción de que el matrimonio es "un marco para la procreación y crianza de los hijos". A finales de 2015, anunció su intención de retirarse de la Cámara de los Lores. El 28 de enero de 2016, ofreció su discurso de despedida, y el 11 de febrero se retiró oficialmente, según lo estipulado por la Ley de Reforma de la Cámara de los Lores de 2014.En los Honores de Año Nuevo de 2017, Williams fue nombrada miembro de la Orden de los Compañeros de Honor por sus "servicios a la vida política y pública".

## Vida personal
Williams estuvo casada en dos ocasiones. En Oxford, conoció a Peter Parker, quien más tarde sería director de British Rail, y mantuvieron una relación. En su autobiografía Climbing the Bookshelves, Williams escribió: «...en la primavera de 1949 estaba enamorada de él, y él, un poco, de mí...». En 1955, se casó con el filósofo moral Bernard Williams. Para adaptarse a las crecientes ambiciones políticas de su esposa, Bernard dejó Oxford, consiguiendo primero un puesto en el University College de Londres (1959-1964) y luego como profesor de Filosofía en el Bedford College de Londres (1964-1967), mientras ella trabajaba como periodista en el Financial Times y como secretaria de la Sociedad Fabiana. El matrimonio terminó en 1974; Bernard Williams se volvió a casar con Patricia Skinner y tuvo dos hijos con ella. Shirley comentó sobre su matrimonio con Bernard:
Había cierta tensión debido a dos cosas. Una es que ambos estábamos demasiado absortos en lo que hacíamos; no pasábamos mucho tiempo juntos; la otra, para ser sincero, es que no soy muy crítico y me parecía inaceptable la capacidad de Bernard para menospreciar con dureza a quienes consideraba estúpidos. Patricia ha sido más lista que yo en ese aspecto. Simplemente lo soporta. A veces puede ser muy doloroso. Puede destripar a alguien. Quienes se quedan atrás son, por así decirlo, personalidades muertas. No juzguéis para no ser juzgados. Yo estaba influenciado por el pensamiento cristiano, y él decía: «Eso es terriblemente pomposo y no es lo importante». Así que tuvimos cierta discordia por eso y por el catolicismo.
Su primer matrimonio fue anulado en 1980.En 1987, se casó con el profesor de Harvard e historiador presidencial Richard Neustadt, quien falleció en 2003.
Shirley Williams tuvo una hija con Bernard Williams, llamada Rebecca, quien se hizo abogada. También tuvo una hijastra y dos nietos. A lo largo de su vida, residió en Hertfordshire, primero en Furneux Pelham después de ser elegida diputada por Hitchin, y más tarde se mudó a Little Hadham.
Shirley Williams era católica y, desde 2009, asistía a la iglesia todos los domingos. En su perfil de Who Who, enumeró sus pasatiempos como la música, la poesía y el senderismo.
Falleció en su domicilio durante la madrugada del 12 de abril de 2021, a los 90 años. El dirigente demócrata liberal Ed Davey la describió como "una leona del liberalismo y una auténtica pionera", y añadió que "la política perderá riqueza sin su inteligencia, su sabiduría y su generosidad".

## Honores
Williams fue reconocida como miembro honoraria de su alma mater, el Somerville College de Oxford, en 1970, y del Newnham College de Cambridge en 1977. Además, recibió varios doctorados honorarios.

## Obras
Shirley Williams escribió varios libros, entre ellos:
- Climbing the Bookshelves: The Autobiography of Shirley Williams, Virago Press (2009).  .[51]
- God and Caesar: Personal Reflections on Politics and Religion, University of Notre Dame Press (2003).ISBN 9780268010461.[52]
- Ambition and Beyond: Career Paths of American Politicians, con Edward L. Lascher Jr, Institute of Governmental Studies Press, Universidad de California, Berkeley (1993).ISBN 9780877723387.[53]
- New Party – The New Technology Socialdemócratas y Liberales, por Hebden Royd (1988).ISBN 9781851870752.[54]
- Politics is for People. Harvard University Press, (1981).ISBN 9780140058888.[55]

Su biografía fue lanzada en 2013 bajo el título Shirley Williams: The Biography, escrita por Mark Peel y publicada por Biteback Publishing.
Para obtener más información sobre los primeros años de vida de Williams, consulte:
- Vera Brittain: A Life de Paul Berry y Mark Bostridge (1995).[56]
- Testament of Experience de Vera Brittain (1957).[57]

Existe un artículo extenso sobre Shirley Williams escrito por Phillip Whitehead en el Dictionary of Labour Biography, editado por Greg Rosen (Politico's Publishing, 2001), y otro de Dick Newby en el Dictionary of Liberal Biography, editado por Duncan Brack (Politico's Publishing, 1998).
Ver también:
- John Campbell (2014). Roy Jenkins, a Well-Rounded Life. Jonathan Cape.  ISBN 978-0-224-08750-6.[58]

Williams fue una de las figuras centrales en la obra Limehouse de Steve Waters, estrenada en 2017 en el Donmar Warehouse, donde fue interpretada por la actriz Debra Gillett.